# Architecture arménienne
L'architecture arménienne s'est développée au fil des siècles de manière singulière. Des spécificités sont apparues, comme les gavits ou les jamatouns. La très grande majorité des constructions, notamment caractérisées par la coupole, sont religieuses et les forts, par exemple, se font plus rares. L'évolution de l'architecture arménienne est parallèle, voire similaire à l'évolution architecturale des monastères d'Arménie. L'architecture chrétienne est principalement constituée de plusieurs périodes de développement : l'essor des IVe, Ve et VIe siècles qui voient la formation de cet art original, qui aboutit à un âge d'or au VIIe siècle. Après une période sombre au VIIIe siècle vient la « première renaissance » arménienne (IXe - XIIe siècles) puis la seconde vers la fin du Moyen Âge.
L'architecture arménienne connaît enfin un renouveau avec l'apparition du style néo-arménien au XXe siècle.

## Temps païens

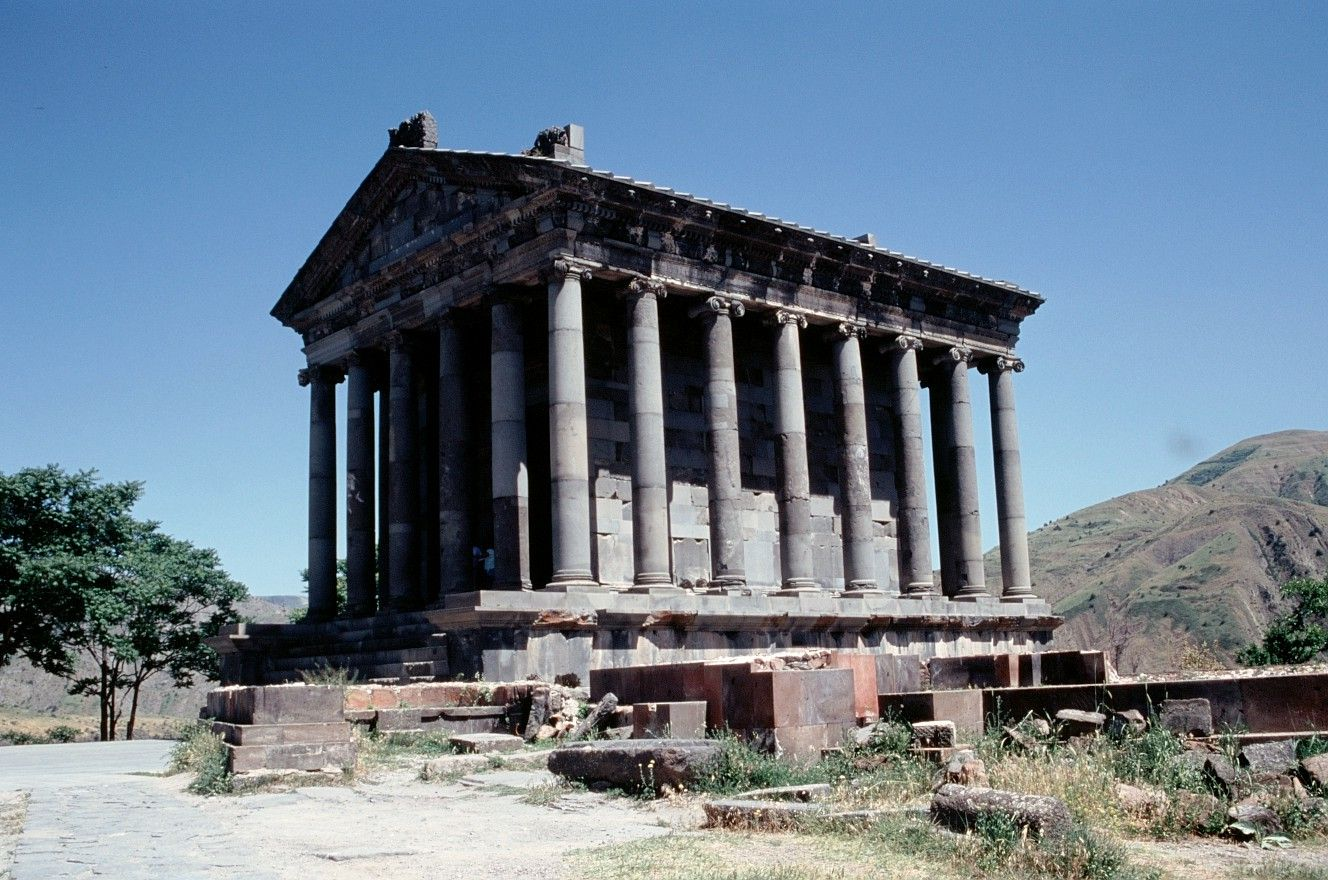
Temple de Garni

L'architecture urartéenne doit être distinguée de l'architecture arménienne, car elle relève d'une civilisation différente. Cependant, des historiens ont formulé l'hypothèse de l'héritage du dôme urartéen dans l'architecture arménienne.
Si l'architecture arménienne concerne principalement les temps chrétiens, la période païenne a toutefois été productive en art, notamment dans le domaine religieux. Il n'en reste cependant que peu d'exemples. Les constructions sont d'abord influencées par la Perse, comme l'illustre la construction de somptueuses demeures agrémentées de parcs animaliers privés (des « paradis »), mais les modèles hellénistiques et romains prennent peu à peu l'ascendant sous les Séleucides, à commencer par l'urbanisme : si les cités fondées par les Orontides, Ervandachat et Ervandakert, présentent encore largement des caractéristiques achéménides, on y retrouve également des influences hellénisantes. Cette influence sur l'urbanisme s'accroît sous les Artaxiades : les fouilles effectuées à Artachat, la nouvelle capitale, ont révélé des éléments dignes d'une métropole hellénistique,. La tendance se confirme avec notamment les villes de Dvin, d'Artachat ou bien encore d'Armavir, protégées par des citadelles.
Le temple de Garni (77 apr. J.-C.), dédié à la déesse Anahit, est un des rares exemples d'architecture arménienne païenne conservés.

## Architecture religieuse chrétienne
L'architecture religieuse devient chrétienne à partir de la conversion officielle de l'Arménie. D'autre-part, la plupart des nombreux témoins connus de l'architecture arménienne sont chrétiens. Selon la légende l'apôtre Thadée après avoir évangélisé l'Arménie, aurait couvert ce pays d'églises et de couvents. Toutefois les plus anciennes construction arméniennes seraient du sixième siècle. D'après l'historien de l'architecture Toros Toramanian (en), les premières églises arméniennes furent probablement en bois, ce qui explique leur complète disparition.
Dans un pays montagneux tel que l'Arménie, la construction d'églises à l'aide de pierres volcaniques paraît incontournable. On utilise notamment le tuf, mais aussi le granit, le basalte, etc. Les bâtiments doivent également résister aux températures qui peuvent être extrêmes dans cette région ; par ailleurs, pour résister aux séismes assez fréquents, un blocage de béton avec des parements de tuf de différentes couleurs (jaune, rosé, rouge ou gris) a été mis au point.
Les architectes et les constructeurs sont souvent des gens pauvres dont les noms n'ont pas subsisté. La connaissance de l'architecture arménienne concerne donc principalement celle des types architecturaux ou « architectoniques » et des monuments les illustrant.
La toute première basilique, Sainte-Etchmiadzin, l'une des plus anciennes de la chrétienté, datant vraisemblablement de 303, aurait été un édifice carré à trois nefs.
Les trois siècles qui suivent peuvent être chronologiquement définis comme la période d'émergence de l'art religieux arménien, qui connaît un grand essor au VIIe siècle. Il s'agit donc d'une époque importante durant laquelle se forgent les différents types qu'emprunteront les monuments.

### Époque paléochrétienne:IVe–VIesiècles
Les Arméniens ont commencé par copier le style architectural des édifices des régions adjacentes à l'Arménie. Les monuments de cette période sont nommés « paléochrétiens ».

#### Les églises de plan oblong
Les architectes s'inspirent en premier des basiliques romaines et syriennes pour les églises de taille importante. Les plans des églises sont dits « oblongs » ; ils ne comportent pas de coupole.

##### Églises mononefs

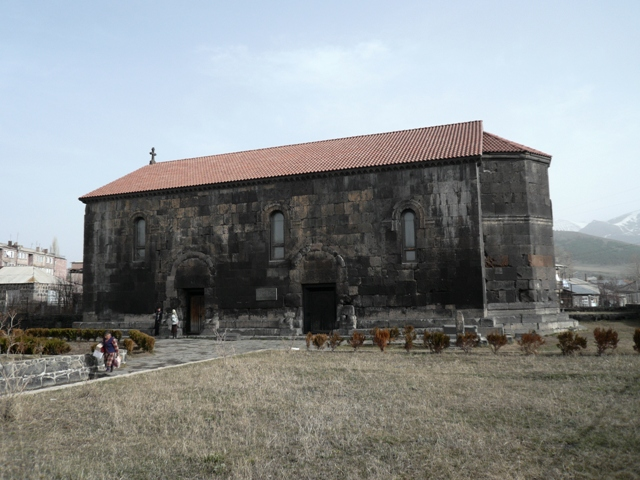
Basilique Kasagh

Les églises mononefs, rarement très vastes, sont des édifices ne comportant qu'une seule nef. Ce type est assez répandu en Arménie au cours des IVe – VIe siècles. Il s'agit la plupart du temps d'une salle rectangulaire, possédant généralement sur son côté est une abside, soit semi-circulaire, soit outrepassée. Elles sont souvent complétées d'annexes, des petites salles quadrangulaires sur chaque côté de l'abside, dont la fonction n'est pas totalement clairement établie (peut-être étaient-elles construites à des fins martyriales ?). Certaines constructions possèdent des galeries extérieures, soit au nord ou plus rarement au sud. Parmi les églises mononefs, on peut citer le monument de Lernakert, Tanahat (qui semble dater du VIe siècle ; située dans le Syunik), la mononef d'Agarak (Ve – VIe siècles) ; l'église de Baïbourt (Ve siècle), située près du mont Ararat, etc.

##### Églises trinefs
Il s'agit d'églises, nommées basiliques, possédant trois nefs, dont la nef centrale est un peu plus large. Elles sont plus vastes, mais moins importantes en nombre que les mononefs. On distingue principalement trois formes de : une cruciforme, l'autre en T, la dernière rectangulaire. Les murs latéraux sont parfois creusés de niches, et les voûtes sont simples, mais elles peuvent être éventuellement agrémentées de doubleaux. La longueur n'est pas très importante : elle va de 5 à 25 mètres à peu près. Les absides des églises sont généralement semi-circulaires, mais pas toujours : on en rencontre des saillantes, des rondes, etc. Le nombre d'annexes varie d'un bâtiment à l'autre. La forme des toits est souvent « en bâtière unique » et, extérieurement, les églises sont en général d'apparence rectangulaire.
Les églises de Kassagh (IVe et Ve siècles), la basilique d'Eghvard (fin du Ve siècle), celle d'Ererouk, d'influence syrienne, Aghts (Ve siècle), Djiranavor d'Achtarak, sont les exemples les plus significatifs de ce type. Ces édifices sont aussi dits « longitudinaux ».

#### Architecture mémoriale

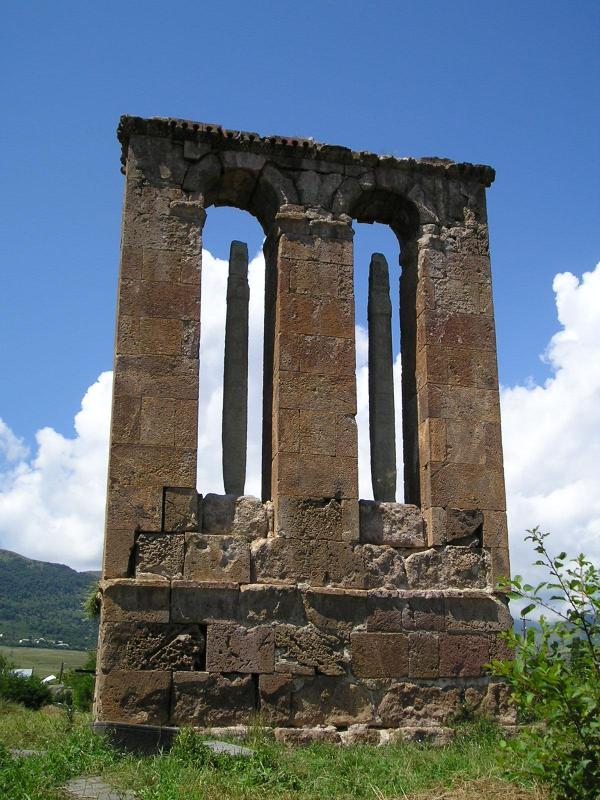
Ruines de la stèle funéraire (édifice mémorial) d'Odzoun.

##### Mausolée etmartyrium
Les mausolées et les martyria sont présents en Arménie surtout aux alentours des IVe et Ve siècles. Il s'agit d'édifices généralement de petite taille, plus ou moins enterrés et possédant une voûte. La forme de ces constructions est généralement rectangulaire, mais est parfois complétée d'une abside, comme pour le martyrium de Sainte-Hripsimé à Etchmiadzin. On les retrouve souvent à côté d'une église. Les principaux exemples sont le mausolée d'Aghts (construit vers 360, dans lequel sont enterrés des rois arsacides), le martyrium de Zovouni (450 ?), celui d'Amaras (située dans le Haut-Karabagh, édifié en 489), celui de Sainte-Gayané d'Etchmiadzin (le premier date du début du IVe siècle), etc. Les cas d'Ani et d'Igadzor sont intéressants : il s'agit de mausolées rupestres.

##### Chapelle mémoriale
Comme à Zovouni ou Aghts, les chapelles mémoriales se situent souvent au-dessus d'un mausolée, ou sur le côté. Il s'agit là encore de petits édifices, dont les plus anciens remontent aux années suivant l'adoption du christianisme comme religion d'État. Deux principaux types se dégagent : le premier correspond aux chapelles mononefs à coupole, ou « coupoles sur carré » ; on les retrouve notamment dans des pays ou des régions voisins. Il en existe bien sûr en Arménie, comme les monuments de Katchet (église Sourp Kevork) ou encore la chapelle de Voghtchaberd. Le second type correspond aux chapelles mononefs voûtées, comme l'édicule Sourp Astvatsatsin d'Avan. Il existe quelques exceptions, comme le monument mémorial de Bardzrial, à l'aspect circulaire.

#### Les édifices à plan central

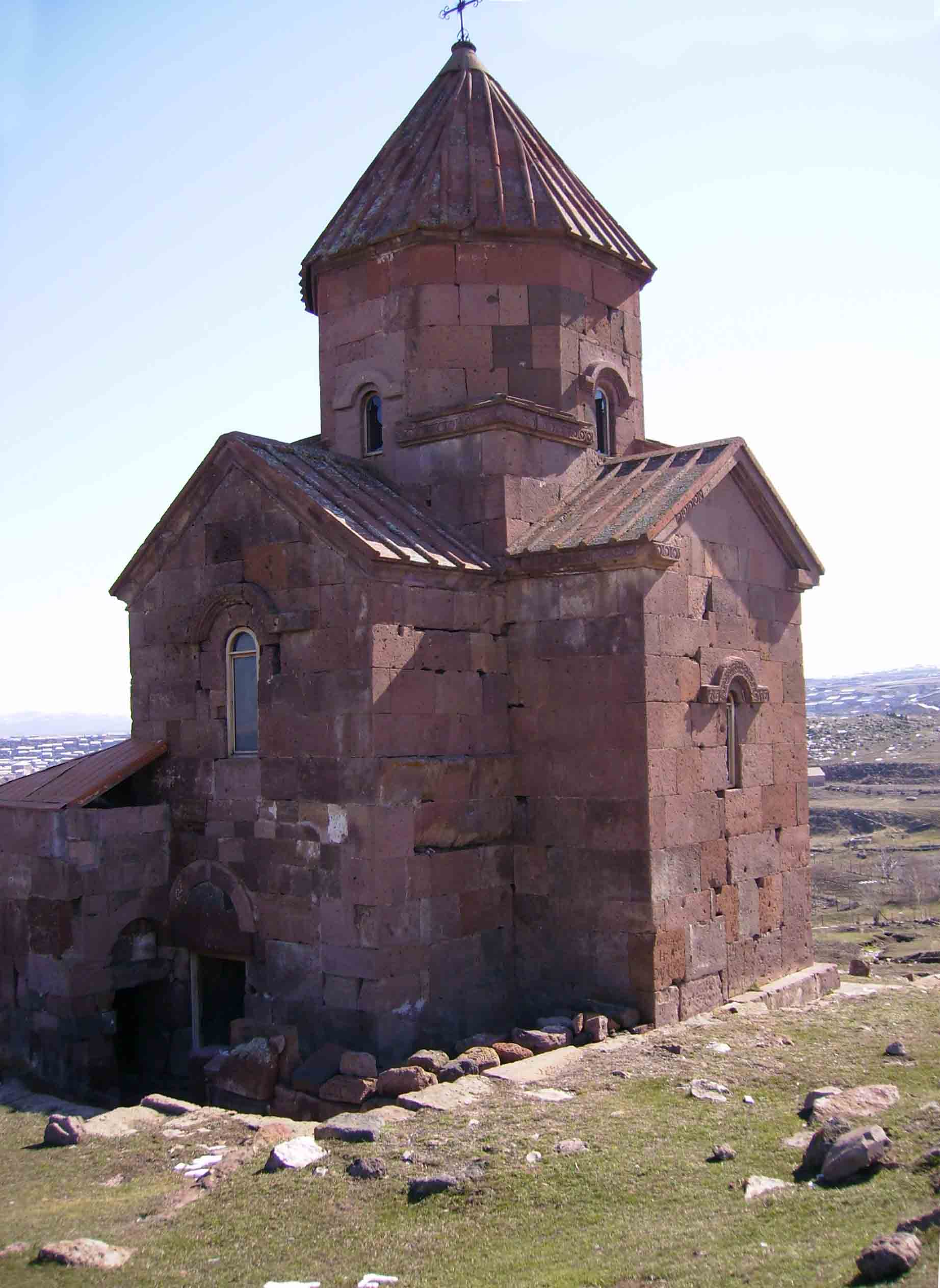
L'église du monastère de Lmpat, près d'Artik, est une croix monoconque.

Un édifice dit « libre » est un monument se résumant à son plan central, c'est-à-dire une pièce principale très souvent en forme de croix. Une église dite « semi-libre » est une construction encadrée généralement par deux salles ou annexes. Enfin, un édifice dit « à croix inscrite » est un monument qui est entouré par quatre pièces sur tous ses côtés. Il forme très logiquement une croix inscrite dans un bâtiment et prend l'apparence d'un rectangle ou d'un carré. Très vite apparaît un élément architectural qui peut être considéré comme le pilier des constructions arméniennes : la coupole.
Il ne reste que quelques petits édifices à plan central de cette époque. Jean-Michel Thierry les qualifie de « prototypes », car ils sont les premiers du genre et annoncent la floraison du VIIe siècle.
La coupole sur carré est une forme d'édifice simple, mais peu utilisée. Il s'agit essentiellement de chapelles mémoriales (voir plus haut). La datation de ces constructions est assez difficile, bien qu'ayant été logiquement édifiées entre les IVe et VIe siècles. Les églises possèdent en plus quatre bras.
Les tambours de ces édifices sont souvent octogonaux. Les monuments apparaissent en « croix libre » d'un point de vue extérieur, la forme des bras varie, et l'on distingue par conséquent trois types architecturaux bien précis :
- L'édifice en plan de tétraconque : ses quatre bras, sans exception, prennent la forme de conques. Il semble que le plus ancien monument de ce type soit l'église Sourp Astvatsatsin de Djrviz, qui remonterait aux alentours de l'an 500. Un autre exemple est l'église Sourp Kiraki d'Arzni (vraisemblablement du début du VIe siècle)[21].
- L'édifice en plan de monoconque : trois de ses bras ont un fond plat et sont en voûte, le dernier étant une conque (voir photo). L'église Sourp Kevork d'Ardjovit, construite de cette manière, daterait du Ve siècle. L'église Sourp Astvatsatsin du monastère de Lmpat à Artik a été supposée appartenir aux temps préarabes, or il semble qu'elle soit plus récente. Enfin, un autre monument, Saint-Lazare de Sarnaghbiour, a été érigé sur le même plan (si ce n'est son sanctuaire qui présente la particularité d'être plat).
- Enfin, un édifice est en plan de triconque lorsque trois des quatre bras de l'édifice sont en conques. L'église de Djrvej, construite par Yohan Bagarantsi à la fin du VIe siècle, en est un exemple[21].

Ces trois types d'édifice tirent leurs origines des temps païens. Certaines de ces formes ont été également retrouvées autour de l'Arménie. La décoration sculptée des églises pré-arabes reste modeste : arcatures des fenêtres, corniches, chapiteaux, etc. Parmi les thèmes ornementaux, on distingue des figures géométriques (entrelacs, losanges barrés, cannelures…), des motifs végétaux (feuilles d'acanthe, palmettes, …) ou encore des croix de Malte. Les thèmes figuratifs sont rares.
Outre les petits édifices à coupole, il existe des églises plus vastes, comme l'église de Tekor et la cathédrale d'Etchmiadzin. Tekor est un monument en croix inscrite et Etchmiadzin, depuis lors remaniée, aurait été, après la destruction de la première basilique, un carré tétraconque datant de la fin du Ve siècle (voir aussi plus bas « tétraconques »).

### VIIesiècle
C'est une période faste pour l'architecture arménienne. Après la « transition » (590-620), c'est un véritable âge d'or qui s'installe (630-690). Cette époque voit la « confirmation » des styles des premières constructions. Les monuments prennent des formes plus abouties, et subissent également des transformations. L'âge d'or dure jusque vers 690 ; très vite le renforcement du joug arabe de cette époque aboutit à la période noire du VIIIe siècle : rien ou presque ne sera construit.

#### Églises à coupole
Les grandes basiliques ne sont visiblement plus très utilisées. Outre l'apparition d'annexes orientées à l'est accolées à l'abside, et parfois complétées d'autres annexes cette fois-ci à l'ouest, les plans architecturaux (triconques, tétraconques, etc.) sont toujours en vogue au VIIe siècle. Mais il y a tout de même des changements et des perfectionnements. Toutes ces églises sont dites « à coupole sur plan centré ».
Les églises en plan cruciforme abondent à cette époque. Parmi les triconques, il y a les libres dont l'église d'Alamane, Dachtadèm, Dzagavank, le monument Sainte-Marie d'Arzni, etc. Il existe également des semi-libres comme Pemzachen (vers 630/640) ou Dorbantivank (édifié à la même époque). Parmi les tétraconques simples, il y a les libres, dont Soghakavank, Hogevank, etc., et les semi-libres (c'est-à-dire complétées par deux salles), très rares, comme à Agarak qui semble quasiment le seul du type. Enfin, il y a les croix monoconques libres comme l'église Karmravor d'Achtarak, Sourp-Sarkis de Bdjini, etc. Par contre les semi-libres monoconques sont plus rares et difficiles à déterminer. Kosh reste un exemple du style.
À cette époque se manifeste le besoin de construire des édifices plus vastes qui appartiennent à de nouveaux types novateurs. On adapte les tétraconques, et on innove dans ce domaine.

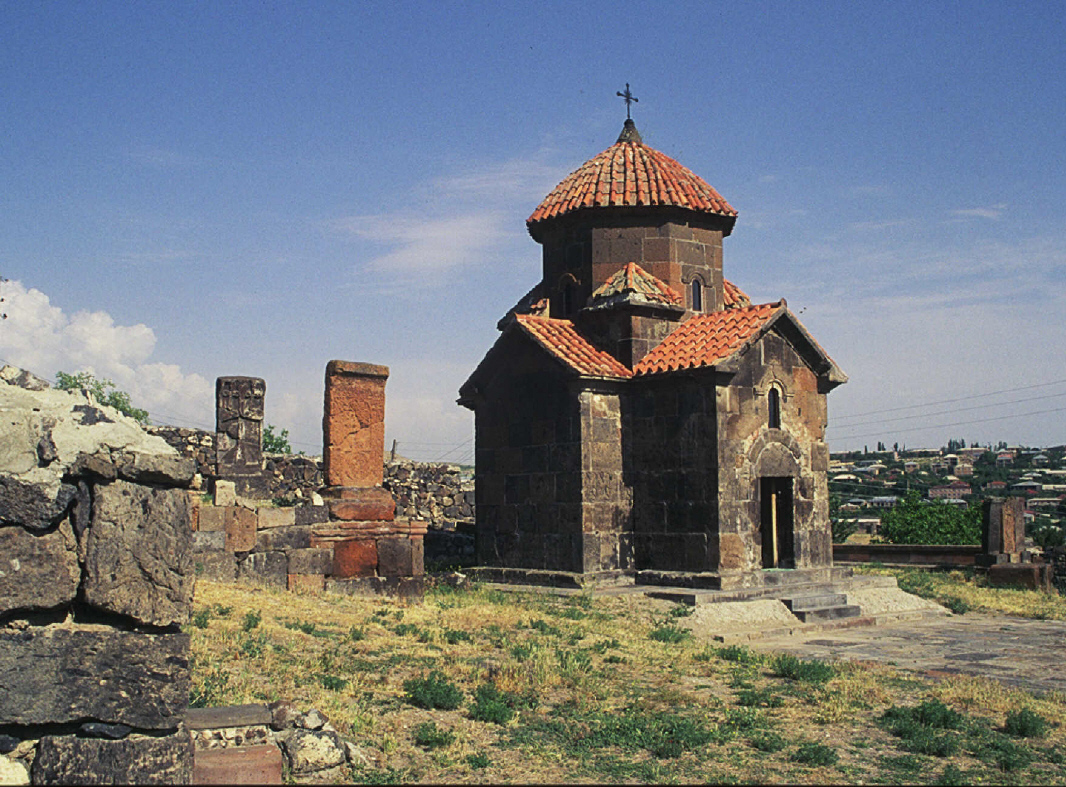
Église Karmravor d'Achtarak (VIIe siècle), une croix monoconque libre.
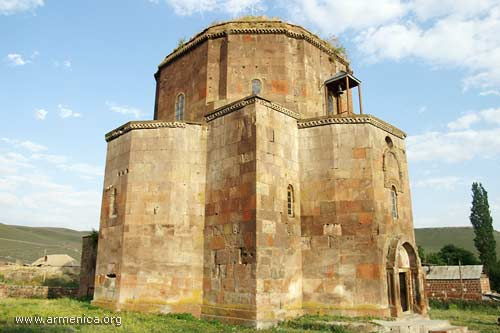
Église Saint-Jean-Baptiste de Mastara (fortement remaniée), datant vraisemblablement du VIIe siècle. C'est un carré tétraconque simple[28].
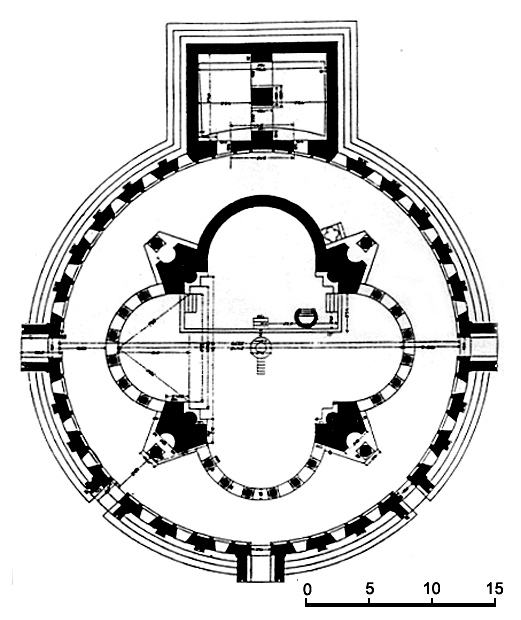
Plan de Zvartnots.

Parmi les tétraconques figurent les carrés tétraconques, dont deux types se dégagent : les simples, et ceux dits « à ciborium ». Les carrés tétraconques simples, comme l'église Sourp Hovhannès de Mastara (vers le milieu du VIIe siècle), sont généralement semi-libres. De plus, les édifices comprennent souvent à l'est deux petites absides. Le monument d'Osképar et l'église Sourp Sarkis d'Artik sont également des carrés tétraconques simples. Les carrés tétraconques à ciborium, c'est-à-dire des églises possédant deux ciboriums extérieurs à l'est, ressemblent aux triconques à ciborium (absentes en Arménie). La cathédrale de Bagaran est un exemple de ce type de construction. Elle a aujourd'hui disparu. Mais il existe également d'autres formes de tétraconques :
- Les tétraconques tétraniches : il s'agit de monuments possédant entre leurs conques plusieurs niches généralement en trois-quarts de cercle. Il ne s'agit pas d'une création arménienne, on en retrouve en Italie, bien qu'il y ait quelques différences dans la forme des niches. Souvent, les édifices possèdent deux ou plus couramment quatre pièces supplémentaires. Il subsiste un certain nombre de monuments de cette époque comme celui d'Aramus, l'église Sainte-Hripsimé d'Etchmiadzin[29], Sourp Astvatsatsin d'Ardjuaber, Sourp Hovhannès de Sisian, etc. Les exemples les plus anciens sont vraisemblablement la cathédrale Sourp Hovhannès d'Avan et Sourp Kevork de Garnahovit. On en retrouve également en Géorgie, dont l'église Sainte-Sion d'Aténi, qui a été construite avec l'aide d'Arméniens[30].
- Les tétraconques à galerie : il s'agit d'une tétraconque entourée par une galerie (un déambulatoire) circulaire entourant donc la totalité du monument. Ce système de construction éclaire plus le monument, mais il est fragile. Le modèle du style est l'église de Zvartnots, construite entre 643 et 652 par Nersès III, aujourd'hui inscrite au patrimoine mondial, bien qu'en ruines. Les édifices de Banak et Ichkhan s'apparentent à celui-ci. Saint-Grégoire (Sourp Krikor) à Ani est l'autre tétraconque à galerie importante, mais elle est plus récente (1000)[31].

#### Croix inscrites

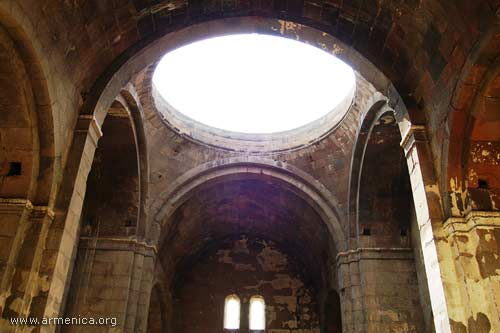
Intérieur de l'église d'Aroutchavank (type des salles à coupole), qui ressemble aux édifices romans.

La définition d'une église en croix inscrite, dite à appuis libres, est la suivante : une coupole surmonte le plan central auquel sont ajoutés quatre bras principaux, entre lesquels sont édifiés des pièces d'angle. Cette forme résulte des changements précédents ; elle prend désormais l'aspect d'un rectangle. Parmi les monuments de ce type, on peut citer la cathédrale de Mren (629-640 ; la couleur rouge de la pierre caractérise cet édifice), l'église Sainte-Gayané d'Etchmiadzin de 630 (celle-ci a été rénovée au XVIIe siècle), la cathédrale d'Odzoun (dont la datation semble incertaine), ou encore Sourp Hovhannès de Bagavan en Arménie occidentale, qui n'existe plus aujourd'hui, Saint-Jacques d'Akori, etc.

#### Salles à coupole, plan rayonnant et autres
Les salles à coupole dites à appuis engagés sont édifiées de la même manière que les croix inscrites, sauf que les piliers aux quatre côtés du carré central de l'édifice sont incorporés dans les murs latéraux. Ils sont massifs. Le plan des monuments prend alors un aspect plus moderne. Les bras latéraux et l'abside sont réduits en taille, libérant ainsi un plus grand espace pour la nef. Il y a bien entendu une coupole au centre de l'église. Les édifices comme la cathédrale d'Aroutchavank (fondée par Krikor Mamikonian vers 665), ou bien encore Saint-Thaddée de D‘machên (construite dans les années 630) sont des salles à coupole. L'église de Ptghni est un cas spécifique : bien qu'ayant été édifiée sur ce plan, certains historiens l'ont datée du VIe siècle, d'autres spécialistes la datant du VIIe siècle.
Enfin, il existe une autre forme architecturale très différente des croix inscrites et assez rare : les églises à plan rayonnant. Il s'agit de monuments en forme d'hexaconque (six conques), d'heptaconque (sept conques), ou encore d'octoconque (huit conques). Il y a peu de monuments arméniens en plan rayonnant, parmi lesquels l'église octoconque de Zoravar : elle a été construite dans la région d'Ararat par le même Krikor Mamikonian dans les années 660. L'édifice religieux d'Aragats est une hexaconque, située près de Talin. Enfin, Irinde, dans la même région, est en forme d'heptaconque (datation inconnue, mais supposée du VIIe siècle).
Talin est un édifice bien spécifique : il s'agit là d'une basilique triconque. De forme rectangulaire, elle possède quatre appuis libres. La cathédrale de Dvin a également été bâtie selon les règles de ce type, mais elle n'existe plus aujourd'hui. De nombreuses chapelles cruciformes du VIIe siècle évoquées précédemment sont supposées par les chercheurs avoir une fonction mémoriale, notamment parce qu'elles reposent sur un socle. Il existe quelques rares églises mémoriales, dont celle de Saint-Étienne de Naghtjavan. Quant au domaine funéraire, on peut relever la chapelle sur caveau Saint-Thaddée de Karénis. Enfin, il existe également des stèles funéraires, comme celle de Dsègh, les deux stèles d'Odzoun ou encore l'édifice d'Aghoudi.

### LeVIIIesiècle

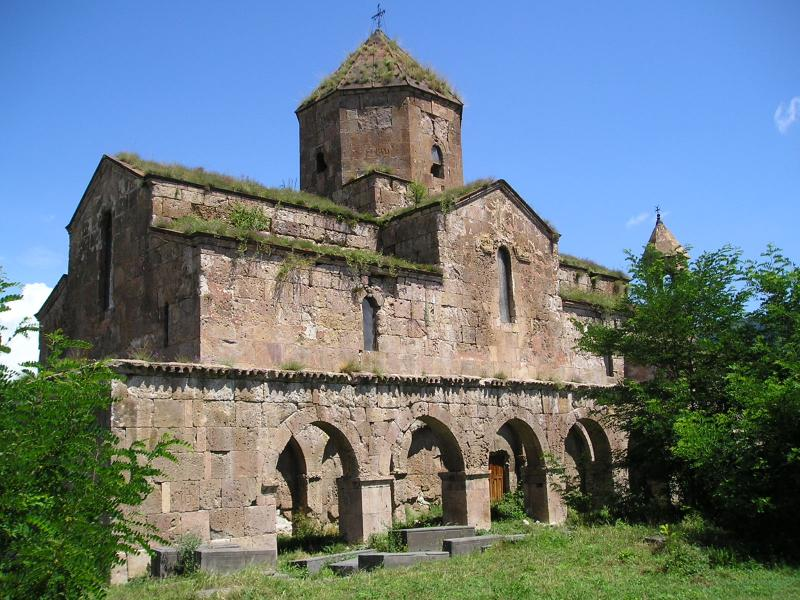
L'église d'Odzoun, rénovée au VIIIe siècle.

Le VIIIe siècle est une période plus sombre de l'architecture arménienne, les productions sont très peu nombreuses, à cause de la situation politique de la région toujours sous domination arabe : révoltes arméniennes et pressions arabes constituent le quotidien de cette période. Cette époque est même surnommée « temps obscurs » Les types architecturaux n'ont pas beaucoup évolué depuis le siècle précédent, mais il subsiste quelques rares monuments de cette époque. L'église de Vardanakert est fondée au début de ce siècle.
Les activités architecturales de l'époque se résument quasiment aux rénovations : l'église d'Odzoun en croix inscrite, dans le nord de l'Arménie, construite au VIIe siècle, est réhabilitée en 735 par Johan Odzunatsi, ainsi que l'édifice d'Aramus qui est dans le même cas de figure. Celui-ci est un carré tétraconque. L'érection d'églises ne reprendra qu'un siècle et demi plus tard.

### La première renaissance:IXe–XIIesiècles
À l'approche de l'an mil, on constate que les types d'architecture se régionalisent, et chaque royaume ou principat développe de son côté des genres distincts. Le temps de l'unité architecturale est révolu. Cette époque est qualifiée de « première renaissance ».

#### Transformations et spécificités

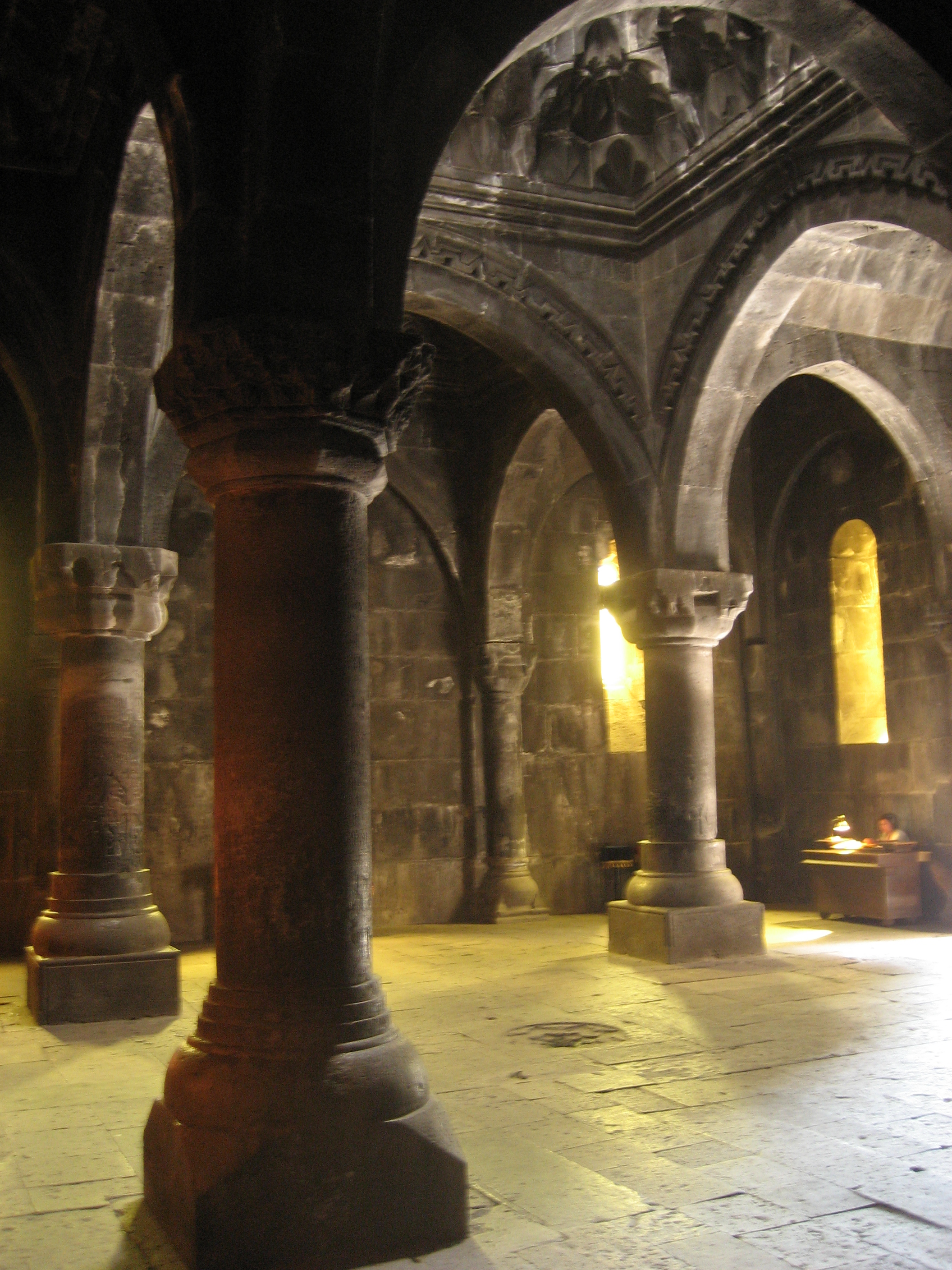
Intérieur du gavit de Geghard.

L'architecture se modernise et se complexifie davantage. Quelques tendances générales se dégagent au cours de cette période. On favorise l'émergence des mononefs triabsidiales, c'est-à-dire des nefs possédant trois absides. Les édifices monoconques sont encore très utilisés, contrairement aux autres formes (triconque, tétraconque) qui perdent de leur importance. Le plan central libre est délaissé au profit du plan central à croix inscrite ; par ailleurs il n'y a presque plus de basilique. Les croix inscrites à appuis engagés peuvent prendre soit l'aspect de salles à coupole archaïsantes, dans lesquelles se développe le bras est, soit une apparence de croix inscrite cloisonnée, dont la partie orientale est assimilée par l'abside. Dans celles-ci, le bras ouest est parfois séparé des pièces d'angle.
Les tambours se modifient : ils peuvent être ronds ou de forme octogonale. Les monuments adoptent d'autre part des coiffes coniques ou pyramidales, leur donnant ainsi une silhouette caractéristique.
On observe également un développement des édifices monacaux et par conséquent de complexes monastiques : une forme architecturale promise à un bel avenir fait son apparition, le gavit ou sa variante plus tardive, le jamatoun, des types de narthex propres à l'architecture arménienne. Cette forme apparaît dans la région du Syunik au Xe siècle. On la retrouve souvent accolée à l'ouest d'une église dans un monastère. Autrefois, c'était aussi un lieu de sépulture et même de réunion. Les premiers gavits possèdent des voûtes en berceau, puis, à partir du XIe siècle, ils changent d'apparence et prennent l'aspect d'une grande salle en plan central à piliers, au nombre de quatre. Ils sont souvent couronnés d'un « erdik » (une sorte de lanternon), comme en témoigne celui de Haghpat.
Enfin, la régionalisation de l'art arménien a pour conséquence la formation d'écoles régionales comme celle d'Ani.

#### Royaume bagratide d'Ani

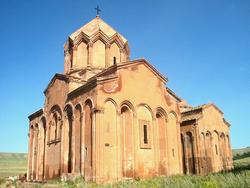
Marmashen (monastère) église principale, salle à coupole, avec un tambour.

Le royaume bagratide, dont la capitale est Ani, marque son indépendance jusque dans ses monuments, très caractéristiques : les Bagratides sont vaccinés contre le chalcédonisme prôné par Byzance. Par ailleurs se forme l'école artistique d'Ani (Xe – XIe siècles), dont la figure de proue est l'architecte Tiridate, rénovateur en 989 de la basilique Sainte-Sophie de Constantinople. Cette école a rayonné dans toute l'Arménie.
L'école d'Ani est caractérisée par la forte utilisation des croix inscrites cloisonnées et des salles à coupole archaïsante. La deuxième forme concerne les édifices de Marmashen dans le Shirak, de Haykadzor, du couvent d'Horomos de 1038, etc. Les monuments de Makaravank, Ketcharis (XIe siècle), Amberd (1026) sont des croix inscrites cloisonnées. Quant à la grande cathédrale d'Ani, il s'agit d'une croix inscrite à appuis libres. D'autres types, comme les tétraconques, sont moins usités. Les églises Sourp Sarkis et Sourp Astvatsatsin de Khdjkonk ont été édifiées sur ce type. Il existe même quelques autres formes plus rares comme les plans rayonnants, comme en témoigne l'octoconque de Saint-Sauveur d'Ani, achevée en 1036, ou bien encore l'exaconque de Bagnaïr. Ces monuments utilisent des tambours cylindriques ou polygonaux. Le décor sculpté se fait rare et se retrouve la plupart du temps aux fenêtres, ou sur le portail à l'extérieur.
Mais avant l'existence explicite de l'école d'Ani, de nombreux monuments ont été construits dans le royaume bagratide, vers la fin du IXe  et le début du  Xe siècles. Au IXe siècle sont édifiées les églises d'Oyouzlou (triconque aux plans originaux de l'année 890), de Dj'pni (croix libre monoconque), etc. Parmi les monuments des décennies suivantes, on peut citer Sourp Hovhannès de Bivrakan en 900, Saint-Théodore de Bagaran, en forme d'hexaconque, ou encore la cathédrale des Saints-Apôtres de Kars, dans le nord du pays, qui date des années 930.

#### Le Vaspourakan

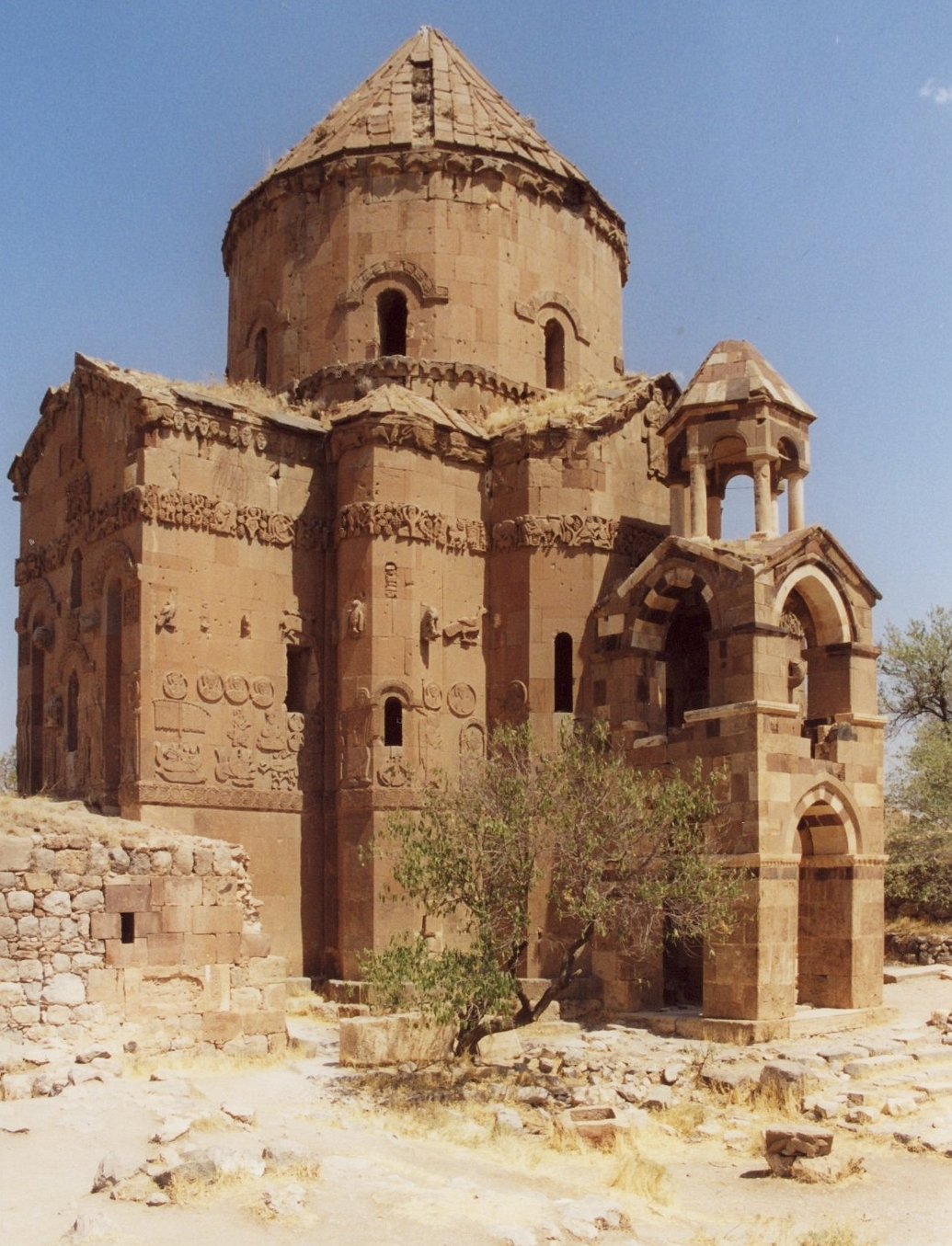
Église Sainte-Croix d'Aghtamar.

Le Vaspourakan est le second royaume arménien de l'époque par l'importance et a également développé et favorisé certains types de monuments.
L'art vaspourakanien s'illustre par de nombreuses nefs à coupole et mononefs triabsidiales (il y a parfois deux absides au lieu de trois). Les architectes ont moins recours pour leurs églises aux autres formes dont les triconques, les tétraconques, les croix inscrites, etc. Il existe même quelques plans barlongs. Souvent, les monuments ne bénéficient pas de matériaux en abondance (ils utilisent la brique) ; par ailleurs, il y a très peu de sculptures (exception faite du monastère d'Aghtamar). En revanche, les décors peints abondent.
Parmi les monuments, il existe un bon nombre de croix inscrites cloisonnées, dont à l'église Sainte-Sophie de Varagavank (983), Saint-Thomas à Gandzak, Sourp Astvatsatsin de Baridjor, le monument Saint-Jacques de Kapoutkogh, etc. Plusieurs nefs à coupole sont construites, dont Sourp Astvatsatsin de Narek. Les édifices mononefs sont fréquents, comme les mononefs triabsidiales comme les églises Saint-Sion d'Hogéadjvank et Saint-Jean-Baptiste à Moks. Il existe également des mononefs à abside unique, comme l'église Saint-Étienne à Aparank, qui date de 970. Enfin, les constructions sont abondantes dans le domaine des salles à coupole, dont deux types se distinguent : d'une part les triconques inscrites (Saint-Jean-Baptiste d'Aparank, construite dans les années 950, Sourp Astvatsatsin d'Ilouvank, édifiée vers 941), et d'autre part les tétraconques (Sourp Astvatsatsin de Varagavank ou encore celle de Soradir).
L'église Sainte-Croix d'Aghtamar, érigée sur une île du lac de Van, mérite une attention toute particulière étant donné le chef-d'œuvre architectural accompli que constitue cette tétraconque. Actuellement en Turquie, elle a été conçue par l'architecte Manuel entre 915 et 921, sur commande de Gagik Ier, alors roi du Vaspourakan. L'intérieur du monument est couvert de fresques, tandis que les murs extérieurs sont abondamment ornés de frises sculptées.

### Architecture et diaspora
Du fait des migrations importantes dès le Moyen Âge, des communautés arméniennes vont se former à travers le monde.

## Alexandre Tamanian et le style néo-arménien en URSS
Dès 1925, Alexandre Tamanian dessine les plans d'urbanisme de nombreuses villes arméniennes comme Léninakan (aujourd'hui Gyumri), Nor bayazet (aujourd'hui Gavar) ou encore Etchmiadzin en 1927. Mais Tamanian est surtout connu et réputé pour sa transformation de la capitale, Erevan, avec Nikoghayos Buniatian, dans un style typiquement néo-arménien. Anna Ter-Avetikian, la première arménienne à exercer la profession d'architecte, a travaillé avec eux.

## Des influences?

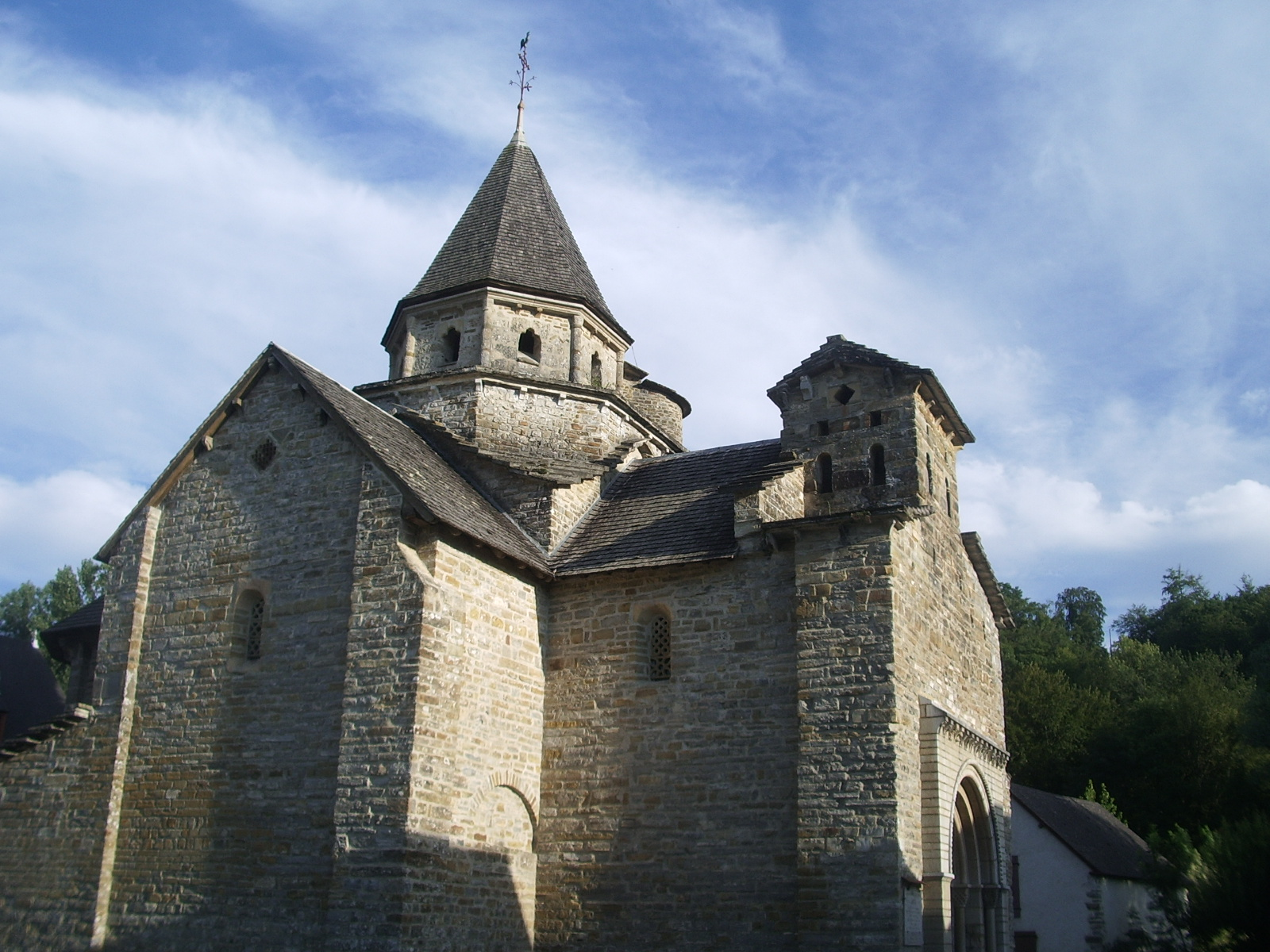
Église de L'Hôpital-Saint-Blaise.

Après l'époque paléochrétienne, et du fait des invasions, l'architecture arménienne a pu s'inspirer d'autres styles architecturaux. Il y a une influence byzantine, mais peu importante, aux alentours du VIIe et du Xe siècle. On peut relever quelques aspects arabes dans des monuments du Vaspourakan. Les architectures arménienne et géorgienne sont par ailleurs liées. La domination géorgienne a également pu apporter un renouveau artistique. Toutes ces influences extérieures contribuent à l'originalité très singulière de l'art arménien.
Quant à l'influence qu'aurait exercée l'architecture arménienne sur l'occident (styles roman et gothique), les hypothèses abondent. Selon Josef Strzygowski, qui rompt avec les conceptions généralement admises, non seulement l'Arménie n'était pas sous la dépendance de Byzance en matière artistique, mais au IXe siècle et au Xe siècle c'est Byzance qui doit être considérée comme une colonie artistique de l'Arménie. Strzygowski s'appuie sur les éléments suivants : c'est une dynastie arménienne (les Arsacides) qui monte sur le trône de Constantinople avec Basile Ier. Et lorsqu'un tremblement de terre ébranle la coupole de Sainte-Sophie en 989, c'est l'architecte arménien de la cathédrale d'Ani; Tiridate qui est appelé pour la consolider.
Mais l'Arménie emprunte aussi à Byzance les données générale de ses plans sans que ce soit de la copie servile. L'art arménien diffère de l'architecture byzantine par trois traits essentiels : à Byzance les constructions sont en briques, les coupoles sont sphériques et les revêtements polychromés. En Arménie les églises sont de pierre, les dômes sont coniques et les parements sont sculptés.
L'architecture occidentale aurait pris une de ses sources chez les Arméniens. En effet, certaines caractéristiques des monuments occidentaux se retrouvent sur des édifices arméniens antérieurs : les nefs à berceaux en ogive avec arcs doubleaux saillants; les piliers fractionnés en colonnes engagées, les rangées d'arcatures aveugles qui tapissent les façades.
Par ailleurs, Eudes de Metz, également appelé Odo, fut un architecte de Charlemagne d'origine arménienne. Il a construit la fameuse Chapelle palatine d'Aix-la-Chapelle sur le prototype d'une église d'Etchmiadzin, qui est l'une des plus anciennes du style carolingien et un modèle pour d'autres édifices de ce style. Outre la chapelle d'Aix, d'autres églises sont directement concernées : ces cas, assez rares, concernent des monuments comme celui de Bagaran (église Saint-Théodore) avec l'église de Germigny-des-Prés, l'église de L'Hôpital-Saint-Blaise (saint Blaise — Sourp Vlas — est aussi un saint arménien), ou encore la Cattolica de Stilo, église byzantine de style arménien, en Italie du Sud (Mezzogiorno).
L'architecture arménienne a également exercé une influence considérable sur l'art russe dans la région du Dniepr et sur l' architecture de Vladimir et Souzdal. On y retrouve notamment les mêmes parements sculptés et rangées d'arcatures aveugles.
De nombreux éléments permettent aux historiens (parmi lesquels Louis Réau) d'avancer l'hypothèse suivant laquelle les églises en pierre sculptée du Caucase, géorgiennes et arméniennes, qui tiennent à la fois de l'art byzantin et de l'art roman, ont servi de prototype aux églises vladimiro-souzdaliennes et que la principale source de l'architecture de Zalessie se trouve à Ani dans le Caucase.
Les Balkans ont également vu s'étendre l'influence arménienne jusqu'en Serbie aux églises du monastère de Ravanica dont les structures sont arméniennes mais la décoration en passementerie sculptée arménienne. Plus au sud en Valachie, à Curtea de Argeş, il n'y a, remarque Louis Réau, aucun ornement dont on ne puisse retrouver le modèle en Arménie. De même, la vallée du bas Danube semble, à la fin du Moyen Âge, une colonie arménienne sur le plan artistique,.

#### Ouvrages
- Patrick Donabédian, L'âge d'or de l'architecture arménienne, Marseille, Parenthèses, 2008 (ISBN 978-2-86364-172-9).
- Jean-Michel Thierry et Patrick Donabédian, Les arts arméniens, Citadelle & Mazenod, coll. « L'Art et les grandes civilisations », 1989 (ISBN 2850880221).
- Jean-Michel Thierry de Crussol, Les monuments arméniens en Haute-Arménie.
- Robert Dezelus, L'art de Transcaucasie, Pères mékhitaristes de Vienne (Autriche), 1989.
- Robert Dezelus, L'Empreinte arménienne à l'église de L'Hôpital Saint-Blaise : XIIe siècle, édité par l'auteur, 1987.
- Armen Khatchatrian, L'architecture arménienne du IVe siècle au VIe siècle (Thèse), éditions Klincksieck, 1971.
- Hratch Dasnabédian - Armen Khatchatrian, Monuments d'Architecture arménienne, Hamaskaïne.
- Sirarpie Der Nersessian, L'art arménien, Flammarion, Paris, 1989
- Albert & Maryse Khazinedjian, Architecture et art sacré arméniens, L'Harmattan, 2006 (ISBN 2296014429).
- Yvan Travert et Raymond H. Kévorkian, Lumière de l'Arménie chrétienne, Monum, Éditions du patrimoine, Paris, 2006  (ISBN 978-2-85822-928-4).
- Louis Réau, L'art russe des origines à Pierre le Grand, Paris, Henri Laurens, 1920.
- (de) Josef Strzygowski, Die Baukunst der Armenier und Europa [The Architecture of the Armenians and of Europe] Volume 1, Vienna, Kunstverlag Anton Schroll & Co., 1918 (lire en ligne)

#### Revues
- « Arménie, 3000 ans d'histoire », Les Dossiers d'archéologie, no 177, décembre 1992
- « Arménie antique », Les Dossiers d'archéologie, 2007.